# Rio Represa Grande
O rio Represa Grande é um curso de água que banha o estado do Paraná. 